# Helen Weidum
Helen Weidum is een Surinaams altlete en karateka. Haar Surinaamse record kogelstoten uit 1992 van 14,38 meter is in 2019 nog niet verbroken. Ze is de eerste vrouw in Suriname met de 1e en 2e dan in karate.

## Biografie
Helen Weidum begon in 1974 met basketbal voor De Schakel en ging in 1977 verder voor de Yellow Birds. Daarnaast begon ze in 1976 met atletiek bij de Eagles waar ze getraind werd door Rita Balrak. Verder werd ze op de Algemene Middelbare School getraind door Betty Burgos en werd ze begeleid door de atleet Lothar van Kanten. De trainingen vonden aanvankelijk plaats op de SOSIS en later in het Suriname Stadion. Op het scholierentoernooi werd ze tweede bij het kogelstoten en vierde bij het speerwerpen. Ze was tot oktober 1984 lid van de Eagles; op 4 december 1984 richtten zij en anderen de atletiekvereniging Profosoe op.
Ze vertegenwoordigde haar land in 1977 en 1978 tijdens de Inter-Guyanese Spelen en werd in het laatste jaar uitgeroepen tot de most outstanding atlete. In 1979 werd ze vierde tijdens de Kersten Games op zowel de disciplines kogelstoten als discuswerpen. Op 22 februari 1986 verbrak ze het Surinaamse record kogelstoten met 13,84 meter, terwijl het vorige record van Orlanda Lynch op 12,92 meter stond. Tijdens de CACSO Games (Centraal-Amerikaanse en Caribische Spelen) stootte ze met 13,88 meter nog iets verder en werd vierde. Op 5 juli 1992 verbrak ze haar record nogmaals, met een stoot van 14,38 meter. Dit record is nog niet verbroken (stand 2019).
Op 16 oktober 1979 begon ze met karate bij Wilfred Burgos. Na vierenhalf jaar slaagde ze op 3 maart 1984 voor de eerste dan en werd hiermee de eerste Surinaamse vrouwelijke zwartebander. In 1986 had ze opnieuw een primeur toen ze als eerste vrouw in het land de tweede dan behaalde. In oktober 1986 vertrok ze voor studie naar het buitenland.